# Cumopsis longipes
Cumopsis longipes is een zeekommasoort uit de familie van de Bodotriidae. De wetenschappelijke naam van de soort is voor het eerst geldig gepubliceerd in 1869 door Dohrn.